# Бланка Бургундська
Бланка (Бланш) Бургундська (фр. Blanche de Bourgogne; 1296 — квітень 1326) — королева Франції (1322 рік, номінально), дочка пфальцграфа Бургундії Оттона IV і графині Матильди д'Артуа.

## Біографія
У 1307 році Бланка була видана заміж за Карла, графа Ла-Марського, майбутнього короля Карла IV Вродливого. За повідомленнями хроністів того часу, Карл шалено кохав Бланку, тому для нього стало справжнім ударом дізнатися про її зраду. У 1314 році було розкрито справу про подружню зраду дружин двох синів короля Філіпа IV Вродливого — майбутніх королів Людовика Сварливого і Карла, графа де ла Маршу. Цнотливий Філіпп IV розлютився, дізнавшись від своєї дочки, королеви Англії Ізабелли Французької про зраду своїх невісток. Він розповів цю історію у суспільстві і піддав Бланку та Маргариту Бургундську (дружину Людовика) публічному судові. Їх засудили до довічного тюремного ув'язнення й зобов'язали бути присутнім при страті своїх передбачуваних коханців — конюших Філіпа і Готьє д'Оне. Карл IV все життя був слабохарактерною і вельми обмеженою людиною, однак спробував заступитися за свою дружину, але всі пери Франції виступили проти нього, незважаючи на те, що першою в раді перів була графиня Матільда Артуа, мати Бланки — Карл був лише молодшим сином короля Філіппа IV і ніякої політичної зацікавленості у шлюбі з ним її доньки у графині Матільди не було. Скандал зі зрадою Бланки і Маргарити волею долі згодом призвів до драматичних наслідків для Франції.
Маргарита і Бланка Бургундські були поміщені до замку Шато-Гаяр. У 1315 році на очах Бланки вбили її співкамерницю Маргариту Бургундську, після чого в неї скаламутився розум. За повідомленнями хроніста Гійома де Нанжі, Бланка завагітніла в ув'язненні.
Бланка формально пробула кілька місяців королевою Франції, поки 19 травня 1322 року папа Іванн XXII не дав дозвіл на розлучення, бо новому королю необхідно було вступити в новий шлюб, щоб забезпечити себе спадкоємцями. Шлюб був анульований на тій підставі, що Матильда Артуа була хрещеною Карла (отже, подружжя перебували не тільки в кровному, але і в духовному спорідненні); про подружню зраду згадок не було. У 1325 році Бланка Бургундська була переведена з Шато-Гайара в замок Горей поблизу Кутанса. Через рік на прохання матері Бланка була переведена з в'язниці до монастиря Мобюїссон, де прийняла постриг. Бланка прожила в монастирі кілька місяців. Вона померла в квітні 1326 року там же у віці тридцяти років, бо її здоров'я було підірване тюремним ув'язненням. Дізнавшись про її смерть, Карл IV ледь не наклав на себе руки. Графиня Матільда також пробачила свою вмираючу доньку і розпорядилася у заповіті, щоб її поховали поруч з Бланкою в абатстві Мобюїссон у Понтуазі.

## Шлюб і діти
Чоловік: з квітня 1308 (анульовано 7 вересня 1322 року) Карл IV Вродливий (18 червня 1294 — 1 лютого 1328), граф де Ла Марш з 1314 року, король Франції і Наварри з 1322 року.
Діти:
- Філіпп (до 5 січня 1314 — до 24 березня 1322)
- Жанна (1315 — 17 травня 1321)

## Бланка в мистецтві
Бланка Бургундська є однією з героїнь циклу історичних романів «Прокляті королі» французького письменника Моріса Дрюона і драми «Нельська вежа» Александра Дюма.